# Juan Manuel Delgado Lloria
Juan Manuel Delgado Lloria (sinh ngày 17 tháng 11 năm 1990) là một cầu thủ bóng đá người Tây Ban Nha.

## Sự nghiệp câu lạc bộ
Juan Manuel Delgado Lloria đã từng chơi cho V-Varen Nagasaki.